# Jannis Kounellis
Jannis Kounellis (n. 23 martie 1936, Pireu, Grecia – d. 16 februarie 2017, Roma, Italia) este un artist, exponent de prim ordin al mișcării „Arte Povera”, cum a fost ea definită de către criticul Germano Celant.

## Biografie
La douăzeci de ani se mută la Roma pentru a studia la Accademia di Belle Arti sub îndrumarea lui Toti Scialoja, căruia îi datoreazăinfluența Expresionismului abstract care împreună cu Arte informală constituie binomul fundamental de la care pornește parcursul său creativ.
Va începe în 1960, cu expoziția  personală la galeria "La Tartaruga".
Spre diferență de maeștrii săi, Kounellis arată imdeiat o urgență comunicativă puternică, care îl conduce la refuzarea prospectivelor individualiste, estetizante și decadente și la exaltarea valorii publice, colective a limbajului artistic. În primele sale opere pictează semne tipografice pe fond deschis, făcând aluzie la inventarea unui nou ordin pentru un limbal sfărâmat, pulverizat.
În 1967 primele expoziții apropiate, din punct de vedere ideologic, mișcării Arte Povera, în care folosirea produselor și materialelor de uz comun sugerează pentru arte o funcție radical creativă, mitică, care nimic nu concede purei reprezentări. Sunt evidente și referimentele la originea sa greacă. Instalațiile sale devin adevărate scenografii care ocupăfizic galeria și înconjoară vizitatorii, tranformându-i în actori  protagoniști într-un spațiu care începe sa se populeze de animale vii, contrapuse unor geometrii construite cu materiale care amintesc producția industrială. În"Margherita di fuoco" apare focul, element mitic și simbolic prin excelență, generat însă de o butelie.
În 1969 instalația devine o adevărată performance cu "Cavalli" ("Cai") legați la pereții galeriei lui Fabio Sargentini “L’Attico”, într-o somptuoasă ciocnire ideatică între natură și cultură, în care rolul artistului e redus la nivelul minim al acțiunii manuale.
Cu trecerea la anii '70 entuziasmul voinței lui Kounellis se încarcă de o greutate deosebită, rodul dezamăgirii și al frustrării în fața falimentului potențialului creativ al Arte Povera, învins, împotriva dorinței sale de dinamica comercială a unei societăți de consum, protejate de spațiile sale tradiționale: muzee și galerii. Acest sentiment se exprimă în instalația cu ușa închisă cu pietre, prezentată pentru prima data la San Benedetto del Tronto și apoi, de-a lungul anilor, cu semnificative diferențe structurale pline de înțelesuri poetice, la Roma, Mönchengladbach, Baden-Baden, Londra, Colonia.
În 1972 Kounellis parteicipă pentru prima dată la Biennale di Venezia.
Anii de amărăciune continuă cu instalații în care vitalitatea focului este înlocuită de prezența funinginei, iar animalele vii lasă locul celor împăiate. Punctull culminant al acestui proces este poate lucrarea prezentată în Espai Poublenou la Barcellona în 1989, caracterizat de jumătăți de bou proaspăt măcelăriți fixate cu carlige pe plăci de metal și luminate de lămpi cu ulei.
În ultimii ani arta lui Kounellis a devenit virtuos manieristică și a reluat teme și sugestii care au caracterizat-o în trecut cu spirit meditativ, capabilă de a interpreta cu o înnoită conștiință primitiva înclinare către creația monumentală. Exemple în această nouă direcție de cercetare sunt instalația din 1995 în piața Plebiscito, la Napoli, și tute expozițiile în Mexic (1999), Argentina (2000) și Uruguay (2001). În 2002, artistul repropune instalația cu cai  la Whitechapel în Londra și apoi la Galleria Nazionale d'Arte Moderna în Roma construiește un labirint enorm din tablă, de-a lungul căruia situează, ca pe tot atâtea maluri, elementele tradiționale ale limbajului său artistic: "carboniera", "cotoniera", saci de iuta și grămezi de pietre ("Atto unico").